# Füleháza
Füleháza (románul: Filea) falu Romániában, Maros megyében.

## Története
1349-ben Fele néven említik először. Egy 1349-es oklevél szerint lakói ekkor szász hospesek voltak.
Jelenleg Déda község része. A trianoni békeszerződésig Maros-Torda vármegye Régeni felső járásához tartozott.

## Népessége
2002-ben 737 lakosa volt, ebből 648 román, 87 cigány és 2 magyar.

## Vallások
A falu lakói közül 708-an ortodox és 25-en baptista hitűek.